# Swedish Sins '97
Swedish Sins '97 är en samlingsskiva med huvudsakligen svenska band, utgivet som CD på White Jazz Records 1997. Skivan var den första av två samlingsskivor, den andra var Swedish Sins '99.

## Låtlista
1. Entombed - March of the S.O.D ; Sargent "D" and the S.O.D
2. Leadfoot - Suckerpunch
3. The Nomads - 5 years ahead of my time
4. The Hellacopters - Ferrytale
5. Backyard Babies - Stars
6. Haystack - Down
7. Kids Are Sick - Horrorboy
8. Skelett - Citylife (Håll käften)
9. The Sewergrooves - Rats Inc.
10. The Robots - Laff track
11. Zen - Just for fun
12. A-Bombs - Silverdollarflip
13. Superbee - Tractor beam
14. Henry Fiat's Open Sore - Girlfriend
15. The Let's Go's - What I want
16. Misdemeanor - Sub.Way
17. Silvermachine - Happiness?
18. Freinds - Louisville lip
19. Gluecifer - Evil matcher